# Катадзомэ
Катадзомэ (яп. 型染め) — японский метод окрашивания тканей с использованием трафарета из бумаги васи. Является одной из техник окрашивания японского кимоно и изделий из трикотажа, хлопка, льна, шёлка. Особенностями произведений этого вида искусства является сила упрощенной композиции и одновременно нежность и теплота цвета.

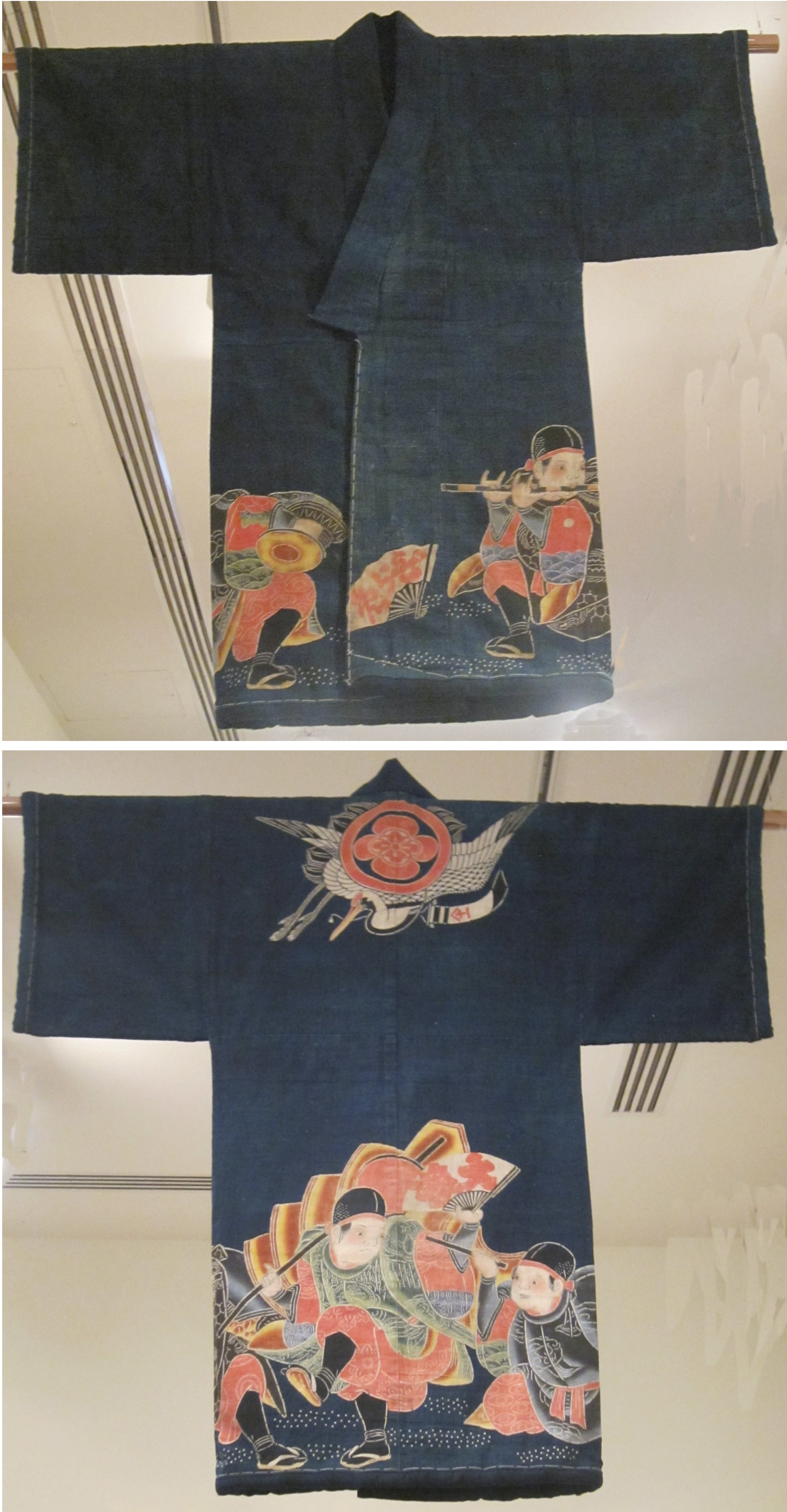
Традиционное маиваи (церемониальная одежда рыбака) из Японии с рисунком, выполненным техникой катадзомэ, музей искусства Гонолулу

Как и техника окрашивания кимоно, катадзомэ имеет более чем тысячелетнюю историю и представляет собой процесс, состоящий из нескольких этапов, каждый из которых выполняется отдельным мастером. В начале XX века была изобретена трафаретная печать на бумаге васи, с этого времени весь процесс мог выполняться уже одним человеком.
Разновидность трафаретов катадзомэ, исэ-катагами, была признана важным нематериальным культурным достоянием Японии.